# David Hume
David Hume (7. svibnja 1711. – 25. kolovoza 1776.), škotski filozof i povjesničar, smatran jednim od najvažnijih figura zapadne filozofije i škotskog prosvjetiteljstva. David Hume pripada onom dijelu novovjekovne filozofije koja se geografski smjestila na britanskom otočju, a teorijski nasuprot europskoj kontinentalnoj filozofiji koja je u to vrijeme bila na vrhuncu u Njemačkoj i Francuskoj. Ta razlika u geografskom području kasnije će utjecati i u načinu filozofiranja uopće, gdje će se razlikovati kontinentalna filozofija koja je smještena u srcu Europe gdje je sustavno proizvedena najbolja filozofija i kultura, te ona filozofija koja se u anglosaksonskom dijelu svijeta zove analitička filozofija, a svoj početak je imala upravo u britanskom empirizmu pod Davidom Humom, Johnom Lockom i Georgom Berekeleyom, a establirala se na početku 20. stoljeća s Bertrandom Russellom i A.J. Ayerom.
Tijekom svojega života, Hume je bio slavniji kao povjesničar nego kao filozof. Njegova Povijest Engleske u šest svezaka bila je bestseler duboko u devetnaestom stoljeću i standardno djelo o povijesti Engleske mnogo godina, dok su njegova filozofska djela, kojima duguje svoj današnji ugled, bila manje čitana tijekom njegovog života.
Započevši s Raspravom o ljudskoj prirodi (1739.), Hume je namjeravao stvoriti cjelokupnu naturalističku "znanost o čovjeku" koja proučava psihološki temelj ljudske prirode. U žarkoj opoziciji prema racionalistima koji su mu prethodili, najuočljivije prema Descartesu, zaključio je da vjerovanje radije nego razum upravlja ljudskim ponašanjem, rekavši slavno: "Razum jest, i mora biti rob strastima." Prominentna figura u skeptičkoj filozofskoj tradiciji i snažan empirist, argumentirao je protiv urođenih zamisli, zaključivši umjesto toga da ljudi imaju samo znanje onih stvari s kojima su imali neposredno iskustvo. Stoga dijeli zamjedbe na snažne i žive "utiske" ili neposredne senzacije i slabije "zamisli", koje su umnožene iz utisaka. Razvio je položaj da je mentalno ponašanje upravljano "običajem"; naša je uporaba indukcije, na primjer, opravdana samo našom zamisli "neprestane konjunkcije" uzroka i učinaka. Bez neposrednih utisaka metafizičkoga "Ja", zaključio je da ljudi nemaju stvarni pojam svojeg Ja, samo svežanj osjeta asociranih s "Ja". Hume je zagovarao kompatibilističku teoriju slobodne volje koja se dokazala kao izrazito utjecajna u daljnjoj etici. Bio je i sentimentalist koji je smatrao da je etika više temeljena na osjećajima nego na apstraktnim moralnim principima. Hume je i istraživao normativni je-mora problem. Držao je notorno dvosmislene poglede o kršćanstvu, ali slavno osporio teleološki argument u svojim Dijalozima glede prirodne religije (1779).
Kant je kreditirao Humea za buđenje iz svojeg "dogmatičnog drijemeža", a Hume se dokazao izrazito utjecajnim na daljnju filozofiju, osobito na utilitarizam, logički pozitivizam, Williama Jamesa, filozofiju znanosti, ranu analitičku filozofiju, kognitivnu filozofiju i ostale pokrete i mislioce. Kognitivni znanstvenik i filozof Jerry Fodor proglasio je Humeovu Raspravu "dokumentom temeljcem kognitivne znanosti.", Slavan kao i prozni stilist, Hume je razvio esej kao književni žanr i bavio se sa suvremenim intelektualnim svjetionicima kao Jean-Jacques Rousseau, Adam Smith (koji je uvažio Humeov utjecaj na svoju ekonomsku i političku filozofiju), James Boswell, Joseph Butler i Thomas Reid. Hume ostaje jedan od divova zapadne filozofije.

## Filozofija
Na početku svoga dijela Hume razlikuje dvije filozofije koje su razlikuju u području ljudske prirode koje obrađuju, tako da poznajemo filozofiju koje obrađuje ljudsko djelovanje i ljudski razum. Potonja obrađuje način na koji čovjek razmišlja i mogućnost ili temelj na kojima spoznaje svijet oko sebe, jer ipak čovjek je razumno biće i time se razlikuje od nižih životinja tako da je taj dio čovjeka prvenstven čovjeku, a čini se i Humu. Oni koji smatraju da je zanimljivije promatranje djelovanje (pod tim smatra etiku, političku filozofiju i teologiju) čovjeka Hume je kritizirao, jer ih smatra da pomoću osjećaja i estetskih doživljaj zamagljujući čovjekov razum i odmiču ga od prave spoznaje. "Oni nam daju da osjetimo razliku između poroka i vrline; pobuđuju naše osjećaje i upravljaju njima; pa ako su samo sklonuli naša srdaca zavole ispravnost i istinsku čast, oni misle da su potpuno postigli konačnu svrhu svih svojih napora."
Filozofija Davida Huma može se ukratko prikazati kao spoznajni skepticizam, primat razuma nad voljom i kritika svake metafizike, posebno religijske. Tako da kad Hume kaže „Oni predbacuju svoj literaturi da filozofija još nije neosporno utvrdila temelj morala, logičkog mišljenja i estetskog prosuđivanja i da neprestano govori o istini i neistini, poroku i vrlini, ljepoti i ružnoći, a da nije sposobna odrediti izvor tih razlikovanja.‟  Ovdje možemo vidjeti jednu religijsku kritiku koja se razlikuje obično od one emocionalne kakva je bila prisutna kod njemačkih filozofa u 19. stoljeću koja je nastojala sadržajno kritizirati određeni oblik vjerovanja ili življenja. Hume ovdje pristupa drugačije, a to je spoznajno on ovdje zamjera teologiji općenito da kritizira filozofiju da nema ontološki izvor svojih moralnih i estetskih temelja, tako da je sam filozofski govor o lijepom ili dobrome uzaludan – jer je relativan, dok, ipak, sama teologija nije sposobna reći svoj izvor spoznaje uopće, a tako zapada u metafizička nastojanja određivanja zbilje, a sami metafizički izvori spoznaje su diskutabilni.
Ključ Humova razumijevanja skepticima leži u njegovoj kritici ne samo filozofske nemogućnosti nekih važećih etičkih temelja - jer on to zna, on zna da je u čistoj humanističkoj filozofiji koja se ne zasniva na nekom transcendentnom biću sam temelj nečega dobrog ili zlog, sumnjičava. Tako da se Hume nije niti bavio praktičnim filozofijama kako ih neki nazivaju, jer je njihov temelj ambivalentan. Dok religije taj problem puno bolje rješavaju. Kršćanstvu je recimo temelj etike dobri Bog, ali Hume opet tu nalazi spoznajni problem, jer se svaka teološka spekulacija dotiče i metafizike ili znanosti nadiskustvenog, a ta "znanost" jest ono što je bio trn u oko Humu.

## O idejama
Hume razlikuje dvije vrste duhovnih (razumskih) opažaja koji se razlikuju po jačini živahnosti. Jedni su ideje koje su više apstrakne i Hume ih naziva da su slabije živahnosti, a druge su utisci pod kojima Hume smatra one podražaje koje dobavljamo od naših osjećaja kada vidimo, čujemo, itd. Ovdje jest bitno napomenuti da je ovo jedan od razloga zbog kojih je Hume smatrao da je sav govor o metafizici nemoguć. Kad mi imamo nekakav osjećaj, on je u nama samo na temelju naših osjeta (vida, sluha) to je utisak koji je jak i stvaran jer ga doživljavamo i na temelju doživljaja stvaramo osjećaj u razumu. Ideje su utisci koje smo osjetili, ali ih trenutno samo mislimo, a ne doživljavamo, to je razlika ideja i utisaka. Upravo zbog toga je moguće misliti nešto nemoguće primjer koji Hume daje jest zlatno brdo „Kad mislimo na zlatno brdo, mi samo spajamo dvije spojive ideje, zlato i brdo, koje samo već ranije spoznavali.‟  Tako kada mislimo nešto što je nadiskustveno jer to nismo u zbilji osjetili našim čulima, mi zapravo spajamo različite utiske koje smo osjetili u nešto apstraktno što u zbilji ne postoji i tako dobivamo ono što se zove metafizika.
Pojmovi poput Boga djeluju na isti način jer uvećavaju nešto nama već poznato, tako da Hume smatra da je Bog nastao iz ljudske mašte ili moći apstrakcije samoga uma. Tako da polazi od onih poznatih čovječjih atributa, te ih uvećava sve do bića koje je u samoj svojoj biti antropomorfni prikaz svijeta u cjelini koji je sam zadnja stepenica u religijskoj evoluciji koja je počela od totema i njegovanja vremenskih pojava, pa sve do biljaka i životinja i napokon do samoga čovjeka kao božanstva ili mikrokozmosa u makro kozmosu. "Ideja Boga, koja znači beskonačno inteligentno, mudro i dobro biće, proizlazi iz razmišljanja o radnjama našeg vlastitog duha i uveličavanja tih osobina dobrote i mudrosti preko svih granica."
Sam Hume jest empirist i on iako zna za um i njegovu moć apstrakcije on ipak smatra da bez osjeta i određenih utisaka samo razmišljanje o nekim temama jest upitno, a to vidimo po ljudima koji nemaju određene osjete, poput vida sluha, pa tako nemaju ni te utiske, tako da bez empirijske spoznaje – nema spoznaje uopće. Hume je u ovom djelu sam sebe kritizirao, jer je dao navesti jedan primjer spoznaje koja ne zahtjeva utisak ili njezin primjer, a primjer je naveo pomoću prepoznavanja nijansi boja, tako da iako nam je potreban utisak za boje, tako nam je potreban i za nijanse, ali hoćemo li uspjeti prepoznato nijansu plave boja koja je između jedne i druge, s tima da su nam ove dvije poznate, hoćemo li onda moći sami a priori spoznati tu nijansu boje ili nećemo – ako nemamo njen utisak? 

## Veze ili principi između ideja
Sve ideje koje imamo u našem mišljenju po Humu se mogu rastaviti na manje jednostavnije. Ono što te jednostavne ideje spaja u složenije zovu se principi, a Hume ih razlikuje tri: sličnost, dodir u vremenu i prostoru i uzork i posljedica. Hume isto tako razlikuje dvije vrste predmeta istraživanja ljudskog uma, a to je odnosi ideja i činjenice. Prve su one izvjesne i demonstrativne, kao matematičke istine i općenito eksperimantalne znanosti, dok su druge slabije i njihova istinitost nije toliko izvjesna kao što je to slučaj kod prvih. Odnosno njihova suprotnost je uvijek moguća i u njihovoj biti nije im proturječna, kao na primjer: kada mislimo na okrugli kvadrat to je nužna suprotnost i logička nemogućnost, jer se kosi sa samom biti tih predmeta to je primjer prvih načina istraživanja i mišljenja, drugi oni koje se zovu činjenice su kao kada pokušamo zamisliti postojanje Boga i njegovo nepostojanje i jedno i drugo je moguće – odnosno ne isključuje jedno drugo, kao i sloboda ili moralni principi. Ovdje se može vidjeti da je Hume bio pod utjecajem Lebniza jer upravo on razlikuje nužne i izvjesne istine, ali on ih koristi za dokaz slobodne volje.
Hume pokušava dati odgovor na pitanje – što čini izvjesnim taj način spoznaje, kako ga znamo i koja je njihova zbiljska stvarnost izvan našeg pamćenja njih samih?  Hume zna da veliki dio naše spoznaje, a i sama znanost kao takva spoznaje i funkcionira na temelju uzroka i posljedica, tako da je taj način funkcioniranja našeg razum Hume najviše preispitivati. Način na koji mi mislimo je uvelike zadan od navike ili iskustva kako Hume govori, mi neke stvari ne znamo, ali ih zaključujemo na temelju prijašnjih iskustava sličnih stanja, te tako tvorimo ono što se zove uzročno-posljedična spoznaja. "Sva naša zaključivanja o činjenicama su iste prirode. I tu se neprestano pretpostavlja da postoji neka veza između sadašnje činjenice i one koja se iz nje izvodi. Kad ne bih bilo ničega što ih povezuje, zaključak bih bio sasvim nesiguran."
Primjer: kada mi ostavimo auto na parkingu i vratimo se nakon par sati i vidimo da auta nema, mi zaključujemo da ga je netko odnio iako sam čin nismo vidjeli, mi iz činjenice da auta nema na mjestu kojem smo ga ostavili zaključujemo na temelju prijašnjih sličnih iskustava da ga je netko morao maknuti. 
Glavno pitanje Humovog djela Istraživanje ljudskog razuma jest – kako mi dolazimo do spoznaje uzroka i posljedice? Naravno, a priori spoznaju Hume odbacuje a priori, te počinje od iskustva. Hume smatra da jedino pomoću iskustva spoznajemo stvarnost, npr. koliko god se netko pametan rodio on nikako ne može gledanjem vode zaključiti da je mokra – mora je osjetiti. 
"Svojstvima koja su dostupna osjetilima nikad ni jedan predmet ne otkriva uzroke koji su ga proizveli, kao ni posljedice koje će iz njega proizaći; niti može naš um bez pomoći iskustva ikada izvesti bilo kakve zaključke o zbiljskoj egzistenciji i činjenicama." Ovo jest zaključak cjelokupne filozofije empirizma ako se jedna tako može nazvati, i Hume je ovdje u pravu. Mi pomoću svog razuma možemo puno toga aptrahirati i zaključivati, ali jedno ne možemo, a to je zamišljati kako je nešto ako to sami nismo osjetili, jedino što možemo jest nekakvu sličnost odrediti na temelju prijašnjih iskustava, ali pravo znanje - -nikako. Iako je netko vrhunski ginekolog, a muškarac je, on ne može nikako znati kako je biti žena i rađati, ako sam to nije osjetio, on vidi da je bolno i na temelju svojih prijašnjih iskustava boli on radi na temelju toga analogiju u svom umu gdje pokušava otprilike pretpostaviti kako je to – rađati, ali on nikako to ne može znati. Ovo je veoma bitno za znanost općenito, jer ono što je znanstvena revolucija donijela nakon srednjovjekovne metafizike jest neku vrstu sigurnosti, a ona se ne dobiva spekulacijom ili bilo kakvom analogijom i to Hume zna.
Po Humu je bitna razlika između sigurne spoznaje i teorijske, jer sigurna je spoznaja u doživljenom iskustvu to jest eksperimentu. "Tek poslije dugačkog niza jednakih pokusa bilo kakve vrste dolazimo do čvrstog uvjerenja i sigurnosti na određeni događaj.", a ne pukoj teorijskoj spekulaciji koja se dana više nego ikad tiče ne samo filozofije, nego i prirodne znanosti poput fizike i biologije, gdje se nastoji zaboraviti da je ono što je učinilo velikim te znanosti eksperiment, a ne naziv "prirodne", to jest, sve što se ne može provjeriti eksperimentom je diskutabilno kako u pravu, filozofiji i teologiji tako i u fizici i biologiji.
Veliki dio Humove filozofije sastoji se od uvođenja navike kao jednog dijela naše prirode pomoću koje funkcioniramo, zato što naš razum na temelju navike pretpostavlja da će neke stvari uvijek biti takve kakve su do sada bile, npr. prirodni zakoni. To je jedan i od razloga zašto postoji predrasuda jer ljudi su robovi navike, a ta stvarnost je toliko jaka da čovjek čak nema ni osjećaja za nj. "Utjecaj navike je takav da tamo gdje je najjača ona ne samo skriva naše prirodno ne znanje nego se i sama prekriva pa se pričinja kao da je nema, baš zato što se prekriva u toliko velikoj mjeri." Hume smatra da se na temelju uzroka ne može spoznati posljedica, nego jedino iz samog iskustva te posljedice koje smo imali na sličnim predmetima u prošlosti. Jer sama posljedica je nešto potpuno drugačije od samog uzroka, pa tako je nemoguće znati kakva će biti posljedica nečega što prvi put vidimo. "Svaka je posljedica događaj koji se razlikuje od svog uzroka. Stoga se ona ne može otkriti u uzroku, i što se o njoj a priori izmisli ili zamisli." 
Za Huma temelj svih zaključivanja jest uzročno-posljedična veza, a temelj te veze jest iskustvo.  A to iskustvo temeljimo na navici koje smo dobili u prošlosti te naš um prirodno radi analogiju na slične pojave ili predmete, odnosno pretpostavke da će budućnost biti ista kao i prošlost. "Svi su zaključci iz iskustva posljedice navike, a ne umovanja."

## Sila
Jedno od zanimljivih Humovih opažanja jest ono gdje kritizira pojam sile, bar onako kako je on shvaća. On silu smatra kao prijelaz između uzroka i posljedice, tako da je ona ono što pokreće sam događaj ili način na koji jedno tijelo djeluje na drugo „A iskustvo nas uči jedino to kako jedan događaj neprestano slijedi za drugim, a ne poučava nas o tajnoj vezi koja ih spaja i čini nerazdvojnima.‟  Takav princip on primjenjuje i na našu fizičku aktivnost, gdje čovjek pomakne ruku pomoću volje njegova uma, a taj prijelaz, ta sila, nam je do dan danas nepoznata.
Zaključak Humea jest da sila ne postoji negdje nego smo je mi sami stvorili zbog nesavršenosti našega razuma. Jer kada jedna stvar djeluje na drugu one se čine da su združene, a ne povezane, tako da mi imamo iskustvo lažne povezanosti dvaju predmeta dok u stvari ona ne postoji i na temelju te povezanosti temeljimo sva svoja daljnja zaključivanja. "Čini se, da nemamo uopće nikakvu ideju povezanosti ni sile, te da su te riječi apsolutno bez ikakvog značenja."

## Načelo uzročnosti
Temelj svih naših zaključaka o činjenicama jest načelo uzročnosti, naime pretpostavka da postoji veza između činjenica te da je jedna uzrok, a druga njima posljedica. Načelom uzročnosti mi prevladavamo ograničenost na ono što nam pružaju osjetila i naše pamćenje.
Spoznaja uzročno-posljedične veze ne može se, tvrdi Hume, postići zaključivanjem a priori', neovisno o iskustvu. Uzrok i posljedica različiti su, pa mi ne možemo iz uzroka jednostavno izvesti posljedicu. Adam bez iskustva ne bi ni uz savršen razum mogao na temelju prozirnosti i tekućeg stanja vode zaključiti da bi se u njoj mogao utopiti.
Spoznaja se uzročno-posljedične veze postupno izvodi a posteriori upravo iz iskustva. To jest i cijeli bit empirizma kao takvog.

## Običaji ili navika
Osnova našeg zaključka o vezi uzroka i posljedica jest običaj ili navika da očekujemo isti takav slijed događaja kakav smo ranije više puta doživjeli. Riječ je jednostavno o asocijaciji doživljaja.
Mi doživljavamo samo vremenski slijed pojava, doživljavamo da jedna pojava slijedi iza druge, ali ne doživljavamo način slijeda niti nužnost slijeda. 
Ako su običaj i navika temelj naših spoznaja o činjenicama, onda je isključena svaka mogućnost općenito vrijedne i nužne - apriorne - o iskustvu neovisne spoznaje o činjenicama.
Humeov je konačan stav agnostički i skeptički! Nije moguća objektivno nužna spoznaja.

## Djela
- Rasprava o ljudskoj prirodi (Treatise of Human Nature, 1739)
- Istraživanje ljudskog razuma ( An Enquiry Concerning Human Understanding, 1748)
- Istraživanje principa morala ( An Enquiry Concerning the Principles of Morals, 1751)
- Dijalozi glede prirodne religije ( The Dialogues Concerning Natural Religion)
- Povijest Engleske (The History of England 1754. – 1761.)

## Humeov utjecaj
Pozornost prema Humeovim filozofskim djelima rasla je nakon što je njemački filozof Immanuel Kant zadužio Humea za svoje buđenje iz "dogmatičkog drijemeža" (oko 1770.)
Prema Schopenhaueru, "više se može naučiti iz svake stranice Davida Humea nego iz sabranih filozofskih dijela Hegela, Herbarta i Schleimachera stavljenih zajedno".
A. J. Ayer (1936.), uvodeći svoju klasičnu ekspoziciju logičkog pozitivizma, tvrdio je: "pogledi koji su stavljeni u ovoj raspravi slijede iz logičkog rezultata empirizma Berkeleya i Humea." Albert Einstein (1915.) pisao je da je bio inspiriran Humeovim pozitivizmom kada je formulirao svoju posebnu teoriju relativnosti. Hume je bio nazvan "prorokom Wittgensteinovske revolucije" od N. Phillipsona, pozivajući se na Humeovo stajalište da su matematika i logika zatvoreni sustavi, zakrinkane tautologije i nemaju odnos sa svijetom iskustva. David Fate Norton (1993.) tvrdio je da je Hume bio "prvi post-skeptični filozof ranog modernog razdoblja".
Humeov problem indukcije je bio od temeljne važnosti za filozofiju Karla Poppera. U svojoj autobiografiji Nedovršena potraga, napisao je: "Znanje...je objektivno; i ono je hipotetičko ili vjerojatno. Ovaj način gledanja na problem omogućio mi je da preformuliram Humeov problem indukcije." Ovaj uvid rezultirao je Popperovim glavnim djelom Logika znanstvenog otkrića. U svojim "Pretpostavke i pobijanja", str. 55, piše:
Pristupio sam problemu indukcije kroz Humea. Hume, osjećao sam, je bio savršeno u pravu ukazujući da indukcija ne može biti logički opravdana. 

## Relevantni članci
- Filozofija
- John Locke
- George Berkeley
- Empirizam
- Skepticizam